# Powiat wejherowski

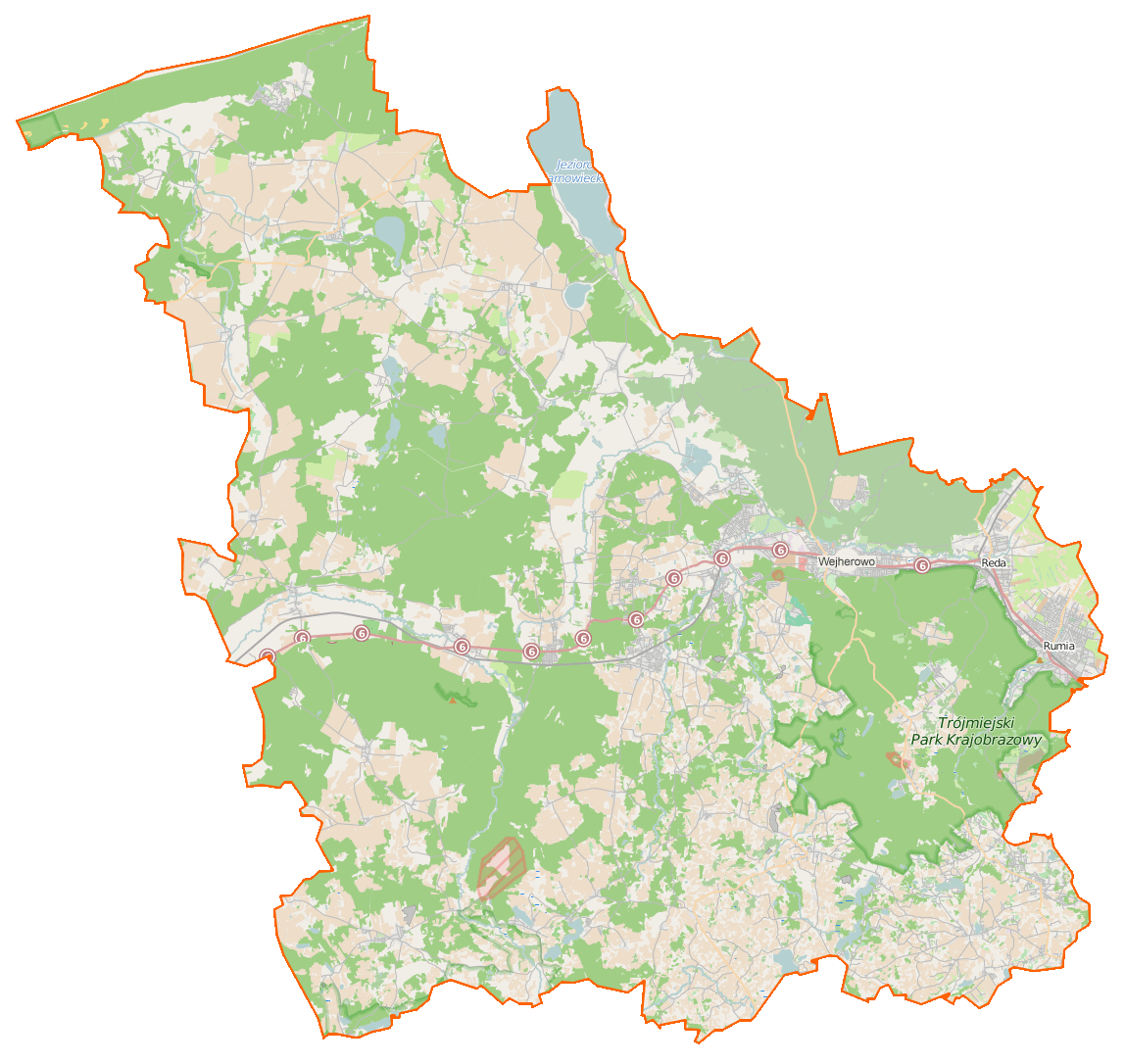
Mapa powiatu

Powiat wejherowski (kaszb. Wejrowsczi kréz) – powiat w północnej Polsce, w województwie pomorskim, utworzony w 1999 w ramach reformy administracyjnej. Jego siedzibą jest miasto Wejherowo.
Jest najludniejszym powiatem ziemskim w województwie pomorskim. Biorąc pod uwagę całą Polskę, powiat zajmuje czwartą lokatę wśród powiatów ziemskich pod względem ludności.
Powiat w znacznej części jest zamieszkany przez ludność kaszubską. Dwujęzyczne nazwy miejscowości wprowadzono dotychczas w sześciu gminach powiatu – Linii, Luzinie, Szemudzie, gminie wiejskiej Wejherowo, miasto Wejherowo oraz miasto Reda.
W dwóch gminach – Szemud i Linia – wprowadzono w 2010 język kaszubski jako język pomocniczy.
W skład powiatu wchodzą:
- gminy miejskie (miasta): Wejherowo, Rumia, Reda
- gminy wiejskie: Choczewo, Gniewino, Linia, Luzino, Łęczyce, Szemud, Wejherowo

Według danych z 31 grudnia 2019 roku powiat zamieszkiwało 217 846 osób. Natomiast według danych z 31 grudnia 2020 roku powiat zamieszkiwało 219 457 osób.

## Położenie
Według danych z 1 stycznia 2012 roku powierzchnia powiatu wynosiła 1285,25 km².
Sąsiednie powiaty to: powiat kartuski, powiat lęborski, powiat pucki oraz miasto na prawach powiatu Gdynia.

## Demografia

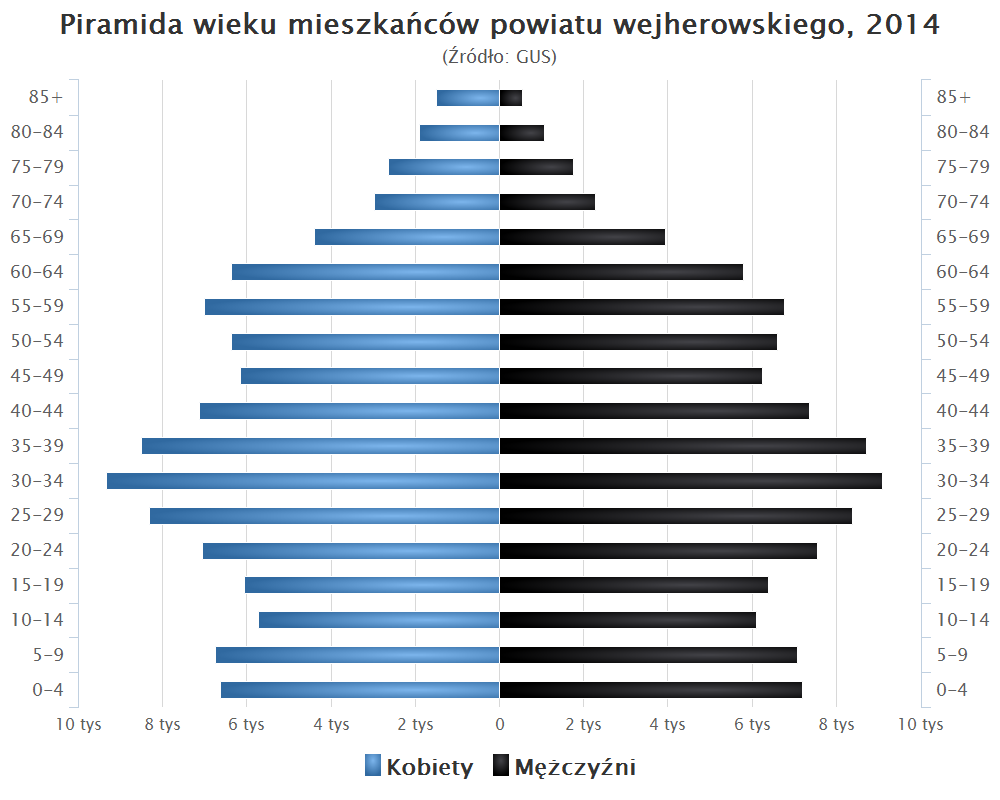
Piramida wieku mieszkańców powiatu wejherowskiego w 2014 roku

Według danych z 30 czerwca 2013 r. powiat miał 204 770 mieszkańców. Powiat wejherowski jest powiatem o największej liczbie mieszkańców w woj. pomorskim (nie dotyczy miast na prawach powiatu).
Liczba ludności (dane z 30 czerwca 2013):
|        | Ogółem  | Ogółem | Kobiety | Kobiety | Mężczyźni | Mężczyźni |
| osób   | %       | osób   | %       | osób    | %         |           |
| ------ | ------- | ------ | ------- | ------- | --------- | --------- |
| Ogółem | 204 770 | 100    | 103 273 | 50,43   | 101 497   | 49,57     |
| Miasto | 120 462 | 58,83  | 61 781  | 30,17   | 58 681    | 28,66     |
| Wieś   | 84 308  | 41,17  | 41 492  | 20,26   | 42 816    | 20,91     |

▶Wieś vs ▶miasto
Ogółem (▶k, ▶m)
Miasto (▶k, ▶m)
Wieś (▶k, ▶m)

### Ludność w latach
Powiat wejherowski charakteryzuje się szybkim wzrostem liczby ludności, spowodowanym wysokim przyrostem naturalnym i migracją ludności z Trójmiasta i powiatów ościennych. Trend ten jest szczególnie widoczny w gminach południowo-wschodnich, położonych najbliżej Trójmiasta i najlepiej z nim skomunikowanych.
|                              | Liczba mieszkańców Rok Ludność Zmiana (%) 1995 163 344 – 1996 165 094 1,1% 1997 166 682 1% 1998 169 357 1,6% 1999 169 359 0% 2000 171 133 1% 2001 173 254 1,2% 2002 174 394 0,7% 2003 176 224 1% 2004 178 368 1,2% 2005 180 691 1,3% 2006 183 086 1,3% 2007 185 831 1,5% 2008 188 973 1,7% 2009 192 349 1,8% 2010 195 622 1,7% 2011 201 630 3,1% 2012 203 862 1,1% 2013 205 892 1% 2014 207 676 0,9% 2015 209 407 0,8% 2016 211 455 1% 2017 213 803 1,1% 2018 215 908 1% 2019 217 846 0,9% 2020 219 457 0,7% 2021 225 799 2,9% 2022 227 406 0,7% 2023 229 446 0,9% 2024 230 301 0,4% 1. Bank Danych Lokalnych GUS |            |
| Liczba mieszkańców           | |            |
| Rok                          | Ludność | Zmiana (%) |
| 1995                         | 163 344 | –          |
| 1996                         | 165 094 | 1,1%       |
| 1997                         | 166 682 | 1%         |
| 1998                         | 169 357 | 1,6%       |
| 1999                         | 169 359 | 0%         |
| 2000                         | 171 133 | 1%         |
| 2001                         | 173 254 | 1,2%       |
| 2002                         | 174 394 | 0,7%       |
| 2003                         | 176 224 | 1%         |
| 2004                         | 178 368 | 1,2%       |
| 2005                         | 180 691 | 1,3%       |
| 2006                         | 183 086 | 1,3%       |
| 2007                         | 185 831 | 1,5%       |
| 2008                         | 188 973 | 1,7%       |
| 2009                         | 192 349 | 1,8%       |
| 2010                         | 195 622 | 1,7%       |
| 2011                         | 201 630 | 3,1%       |
| 2012                         | 203 862 | 1,1%       |
| 2013                         | 205 892 | 1%         |
| 2014                         | 207 676 | 0,9%       |
| 2015                         | 209 407 | 0,8%       |
| 2016                         | 211 455 | 1%         |
| 2017                         | 213 803 | 1,1%       |
| 2018                         | 215 908 | 1%         |
| 2019                         | 217 846 | 0,9%       |
| 2020                         | 219 457 | 0,7%       |
| 2021                         | 225 799 | 2,9%       |
| 2022                         | 227 406 | 0,7%       |
| 2023                         | 229 446 | 0,9%       |
| 2024                         | 230 301 | 0,4%       |
| 1. Bank Danych Lokalnych GUS | |            |

## Gminy
| Herb | Gmina     | Liczba ludności (30 czerwca 2023) | Powierzchnia [km²] | Gęstość zaludnienia [osób/km²] |
| ---- | --------- | --------------------------------- | ------------------ | ------------------------------ |
|      | Choczewo  | 4 998                             | 183,23             | 27,7                           |
|      | Gniewino  | 7 440                             | 176,21             | 42,1                           |
|      | Linia     | 6 404                             | 119,82             | 53,4                           |
|      | Luzino    | 17 778                            | 111,93             | 154,2                          |
|      | Łęczyce   | 12 006                            | 232,86             | 51,6                           |
|      | Reda      | 28 588                            | 33,46              | 849,6                          |
|      | Rumia     | 52 931                            | 30,09              | 1735,5                         |
|      | Szemud    | 21 276                            | 176,57             | 115,8                          |
|      | Wejherowo | 30 509                            | 194,08             | 152,5                          |
|      | Wejherowo | 46 271                            | 26,99              | 1740,2                         |

## Transport
Przez powiat przebiega droga krajowa nr 6 i pięć dróg wojewódzkich – 100, 213, 216, 218, 224.
Główną linią kolejową jest linia kolejowa nr 202. Obsługuje ona pociągi pospieszne w kierunku Gdańska i Szczecina.
Innymi czynnymi liniami kolejowymi są linie kolejowe nr 213 relacji Reda – Hel, 228 relacji Rumia – Gdynia Oksywie oraz 250 relacji Rumia – Gdańsk Główny, należąca do trójmiejskiej SKM, która planuje jej wydłużenie do Wejherowa.
Ponadto na terenie powiatu znajdują się dwie aktualnie nieczynne linie kolejowe – 229 oraz 230, na której planowane jest przywrócenie ruchu pasażerskiego na odcinku Wejherowo – Rybno Kaszubskie.
W całości rozebrana została linia kolejowa nr 230A, prowadząca na teren nieukończonej Elektrowni Jądrowej Żarnowiec.
Usługi komunikacyjne na terenie powiatu świadczą:
- PKS Gdynia
- MZK Wejherowo - miasta: Wejherowo, Reda i Rumia, gminy: Wejherowo i Luzino
- ZKM Gdynia - miasta: Rumia, Reda i Wejherowo, gminy: Wejherowo i Szemud

Pojazdy zarejestrowane w powiecie wejherowskim mają tablice rejestracyjne rozpoczynające się od GWE, jednak z powodu kończących się możliwych kombinacji Ministerstwo Infrastruktury i Rozwoju 30 kwietnia 2015 roku dopuściło wyróżnik GWO (ostatnia litera to O, a nie cyfra zero „0”).

## Historia powiatu
Utworzony został w 1818 jako jeden z 21 powiatów w prowincji Prusy Zachodnie. W 1887 jego obszar zmniejszył się w wyniku utworzenia powiatu puckiego. Po 1920 znalazł się w granicach II Rzeczypospolitej w składzie województwa pomorskiego. Odłączony został wówczas Sopot, który włączono w granice Wolnego Miasta Gdańska, oraz kilka gmin, które weszły w skład powiatu lęborskiego w Niemczech. W 1926 z powiatu puckiego przyłączono 14 gmin, a odłączono 9 gmin.
W 1928 połączono powiat pucki i wejherowski, tworząc powiat morski. Siedzibą starosty zostało Wejherowo. W 1929 od powiatu morskiego odłączona została Gdynia, stanowiąca odtąd starostwo grodzkie. Podczas okupacji niemieckiej w 1939 powiat morski został wcielony w skład Okręgu Rzeszy Gdańsk-Prusy Zachodnie. W 1945 powiat morski znalazł się w granicach nowo utworzonego województwa gdańskiego.
W 1954 utworzono ponownie powiat pucki. Do powiatu wejherowskiego przyłączono kilka gmin z powiatu lęborskiego. Powiat wejherowski został zlikwidowany w wyniku reformy administracyjnej w 1975. Po kolejnej reformie został ponownie utworzony w 1999 w szerszym kształcie, ponieważ w jego skład weszły gminy Choczewo i Łęczyce (do 1975 w powiecie lęborskim).

## Starostowie wejherowscy
- 1818–1830 Franciszek Wejher/Franz von Weiher (1763–1835)
- 1832–1834 Lesse
- 1834–1835 Gratz
- 1835–1862 Ludwig von Platen
- 1863–1866 Paul August von Jordan
- 1866–1867 von Raesfeldt
- 1867–1879 Friedrich Eberhard Bornbaum
- 1880 Wenzel
- 1880–1893 Gumprecht
- 1893–1908 Robert von Keyserlingk
- 1908–1920 Theodor von Baudissin
- 1920 Stefan Dąbrowski
- 1920–1922 Wojciech Lemańczyk
- 1922–1926 Alfons Chmielecki
- 1926–1927 Leon Ossowski
- 1927–1930 Bolesław Lipski
- 1930–1932 Władysław Henszel[9][10]
- 1933–1936 Stefan Wendorff
- 1936–1939 Antoni Potocki
- 1939–1944 Heinz Lorenz
- 1944–1945 Arthur Diethelm
- 1945 Zdzisław Basak
- 1945 Zdzisław Konopka
- 1945–1948 Jan Oderowski
- 1948–1950 Andrzej Zacharski
- 1950–1952 Franciszek Nastały
- 1952–1956 Konrad Szymikowski
- 1956–1961 Bernard Szczęsny
- 1961–1968 Bronisław Rocławski
- 1968–1970 Wojciech Elke
- 1970–1973 Stanisław Żukowski
- 1973–1975 Henryk Pauli
- 1975–1999 – powiat wejherowski nie istniał
- 1998–2002 Grzegorz Szalewski
- 2002-2014 Józef Reszke
- 2014-2024 Gabriela Lisius
- od 2024  Marcin Kaczmarek

## Rada Powiatu
| Ugrupowanie                                 | 2002–2006  | 2006–2010 | 2010–2014 | 2014–2018 | 2018–2024 |
| ------------------------------------------- | ---------- | --------- | --------- | --------- | --------- |
| Samoobrona                                  | 1          | –         | –         | –         | –         |
| Sojusz Lewicy Demokratycznej                | 4 (SLD-UP) | –         | –         | –         | –         |
| Liga Polskich Rodzin                        | 2          | –         | –         | –         | –         |
| Porozumienie dla powiatu „Samorządność”     | 16         | –         | –         | –         | –         |
| Wspólnota Samorządowa                       | 6          | 5         | –         | –         | –         |
| Prawo i Sprawiedliwość                      | –          | 5         | 4         | 8         | 8         |
| Platforma Obywatelska                       | –          | 12        | 15        | 13        | –         |
| Lepszy Powiat                               | –          | 4         | –         | –         | –         |
| Porozumienie Samorządowe Ziemia Wejherowska | –          | 3         | 1         | –         | –         |
| Wspólny Powiat                              | –          | –         | 9         | 8         | –         |
| Koalicja Obywatelska                        | –          | –         | –         | –         | 9         |
| Wspólny Powiat Gabrieli Lisius              | –          | –         | –         | –         | 12        |

## Media lokalne
- Nadmorski24.pl[16]
- Radio Kaszëbë
- Twoja Telewizja Morska (TTM)
- Gryf Wejherowski (piątkowy dodatek do Dziennika Bałtyckiego)
- Goniec Rumski (piątkowy dodatek do Dziennika Bałtyckiego)
- Panorama Powiatu Wejherowskiego
- Express Powiatu Wejherowskiego
- Lesók – miesięcznik gminy Szemud
- Telewizja Wejherowo
- Portal Regionalny Małe Trójmiasto Kaszubskie – male-trojmiasto.pl
- Serwis SportoweKaszuby.pl
- Fakt Wejherowski
- Twoja Gazeta – Małe Trójmiasto Kaszubskie
- Tuba Wejherowa[17]